# Troy (Indiana)
Troy és una població dels Estats Units a l'estat d'Indiana. Segons el cens del 2000 tenia 392 habitants.

## Demografia
Segons el cens del 2000, Troy tenia 392 habitants, 172 habitatges, i 104 famílies. La densitat de població era de 488,2 habitants/km².
Dels 172 habitatges en un 26,7% hi vivien nens de menys de 18 anys, en un 45,3% hi vivien parelles casades, en un 10,5% dones solteres, i en un 39% no eren unitats familiars. En el 30,2% dels habitatges hi vivien persones soles l'11% de les quals corresponia a persones de 65 anys o més que vivien soles. El nombre mitjà de persones vivint en cada habitatge era de 2,24 i el nombre mitjà de persones que vivien en cada família era de 2,84.
Per edats la població es repartia de la següent manera: un 21,9% tenia menys de 18 anys, un 8,7% entre 18 i 24, un 31,4% entre 25 i 44, un 25,3% de 45 a 60 i un 12,8% 65 anys o més.
L'edat mediana era de 38 anys. Per cada 100 dones de 18 o més anys hi havia 94,9 homes.
La renda mediana per habitatge era de 30.536 $ i la renda mediana per família de 32.708 $. Els homes tenien una renda mediana de 28.333 $ mentre que les dones 21.023 $. La renda per capita de la població era de 13.891 $. Entorn del 19,2% de les famílies i el 19,6% de la població estaven per davall del llindar de pobresa.

## Poblacions més properes
El següent diagrama mostra les poblacions més properes.